# Rivolta di Wyatt
La rivolta di Wyatt fu una rivolta popolare dell'Inghilterra nell'anno 1554, che deve il proprio nome a Thomas Wyatt, uno dei suoi capi di maggior rilievo. La rivolta sorse per il fatto che la regina Maria I d'Inghilterra annunciò il suo matrimonio con re Filippo II di Spagna, particolarmente impopolare in Inghilterra per la politica di inimicizia tra i due paesi. La detronizzazione della regina Maria, pur non essendo un obbiettivo esplicitato, era uno degli intenti della rivolta.
La rivolta scoppiò il 25 gennaio e perdurò sino al 7 febbraio del 1554 quando le truppe di Wyatt (giunte a 4000 unità) dovettero arrendersi alle forze governative dopo essere giunte sino alla periferia di Londra. Dopo la sconfitta di Wyatt, un centinaio di persone vennero giustiziate per cospirazione, tra cui lo stesso Wyatt, Henry Grey e lady Jane Grey col marito Guilford Dudley che pure non erano stati coinvolti materialmente nella ribellione.

## Origine della rivolta
Le ragioni precise dello scoppio della rivolta sono ancora oggi molto dibattute. Molti storici come David Loades considerano le origini della rivolta come meramente politiche, ma nemmeno separabili da quelle di natura religiosa che nel XVI secolo erano molto divisive tra Inghilterra e Spagna con l'intento appunto di prevenire il matrimonio tra Maria I e Filippo II di Spagna che avrebbe finito per cancellare l'anglicanesimo dal suolo britannico ed introdurre nel contempo l'inquisizione. Il 16 novembre 1553 una delegazione parlamentare si incontrò con la regina per consigliarle di prendere per partito un gentiluomo inglese, proponendo come candidato un suo parente Edward Courtenay, recentemente creato conte di Devon. I ribelli spiegarono che le ragioni della rivolta erano quelle di "prevenire la sciagura dell'essere governati da stranieri". Tutti i membri della commissione erano inoltre di fede protestante. Un informatore di nome William Thomas disse che i cospiratori erano intenzionati ad assassinare la regina e fece il nome di John Fitzwilliam come quello dell'assassino.
Anche se gli storici moderni hanno dato minor peso alla questione religiosa all'origine del conflitto, è importante denotare l'importante sentimento anti-cattolico presente nell'Inghilterra dell'epoca. Dopo l'ascesa al trono della regina Maria I si era tra l'altro aperto il dibattito per un possibile ritorno dell'Inghilterra al cattolicesimo. Mentre alcuni avrebbero salutato positivamente il ritorno in comunione col papato, molti protestanti si opposero fermamente a questa idea. La regina nel frattempo, da fervente cattolica qual era, iniziò a nominare delle persone di fede cattolica come membri del suo consiglio privato e ad altri importanti incarichi di stato e di corte, motivo che alzò ulteriormente le tensioni interne.
Oltre al credo dei capi della rivolta, ovviamente essa interessò le classi meno elevate che volevano semplicemente dar voce alle loro frustrazioni. In particolare gli yeomen, gli husbandmen ed i lavoratori urbani sfogarono le loro frustrazioni sociali ed economiche ribellandosi semplicemente al sistema. Anche se la rivolta non interessò tutto il regno, la sua diffusione in particolare a Londra segnò un periodo di malcontento tra la popolazione inglese.

## Piano iniziale
I quattro capi della rivolta furono: 
- Sir Thomas Wyatt, proprietario di vaste tenute nel Kent e che aveva larga influenza in loco
- Sir James Croft, proveniente da un'influente famiglia dell'Herefordshire
- Sir Peter Carew, deputato al parlamento per la circoscrizione di Devon
- Henry Grey, I duca di Suffolk, proprietario di vaste tenute nel Leicestershire.

Tra gli altri ribelli si ricordano Edward Courtenay, conte di Devon, Sir Henry Isley, lord John Grey di Wilton, lord Thomas Grey (fratello di Henry Grey), sir William Thomas (membro del Privy Council), sir Nicholas Throckmorton, John Harington, I barone Harington di Exton, sir Nicholas Arnold e sir William St Loe. Tra le altre personalità coinvolte vi furono l'ambasciatore francese, Antoine de Noailles, il quale sapeva bene che un re spagnolo sul trono inglese andava nella direzione opposta agli interessi francesi, ed il matematico Leonard Digges.
Secondo il piano iniziale, ciascuno di questi capi-rivolta avrebbe dovuto far scoppiare delle ribellioni in ognuna delle rispettive quattro contee, raggiungendo insieme Londra il 18 marzo 1554. Avrebbero quindi rimpiazzato la regina Maria con la sua sorellastra, Elisabetta, che avrebbe quindi sposato lord Devon. Nel frattempo, una flottadi navi francesi avrebbe impedito che Filippo di Spagna raggiungesse l'Inghilterra.
Il piano venne perfezionato quando Simon Renard, ambasciatore imperiale in Inghilterra, iniziò a sospettare di un complotto. Egli ritenne opportuno informare il Lord Cancelliere, il vescovo Stephen Gardiner, che difatti il 21 gennaio procedette ad arrestare lord Devon, il quale confessò il piano per la ribellione. Su incessanti pressioni, la rivolta venne posticipata.
Il giorno successivo sir James Croft avrebbe dovuto consegnare un messaggio a Elisabetta che si trovava ad Ashridge House nell'Hertfordshire, ma viste le circostanze preferì soprassedere. Il duca di Suffolk si rivelò più determinato, ma riuscì a raccogliere una forza di soli 140 ribelli, molti dei quali uomini al suo soldo. Successivamente venne catturato, processato e decapitato; sua figlia lady Jane Grey e suo marito, lord Guilford Dudley, si trovavano entrambi in prigione per il fallito tentativo di porre Jane sul trono e pertanto non poterono essere coinvolti nella rivolta.

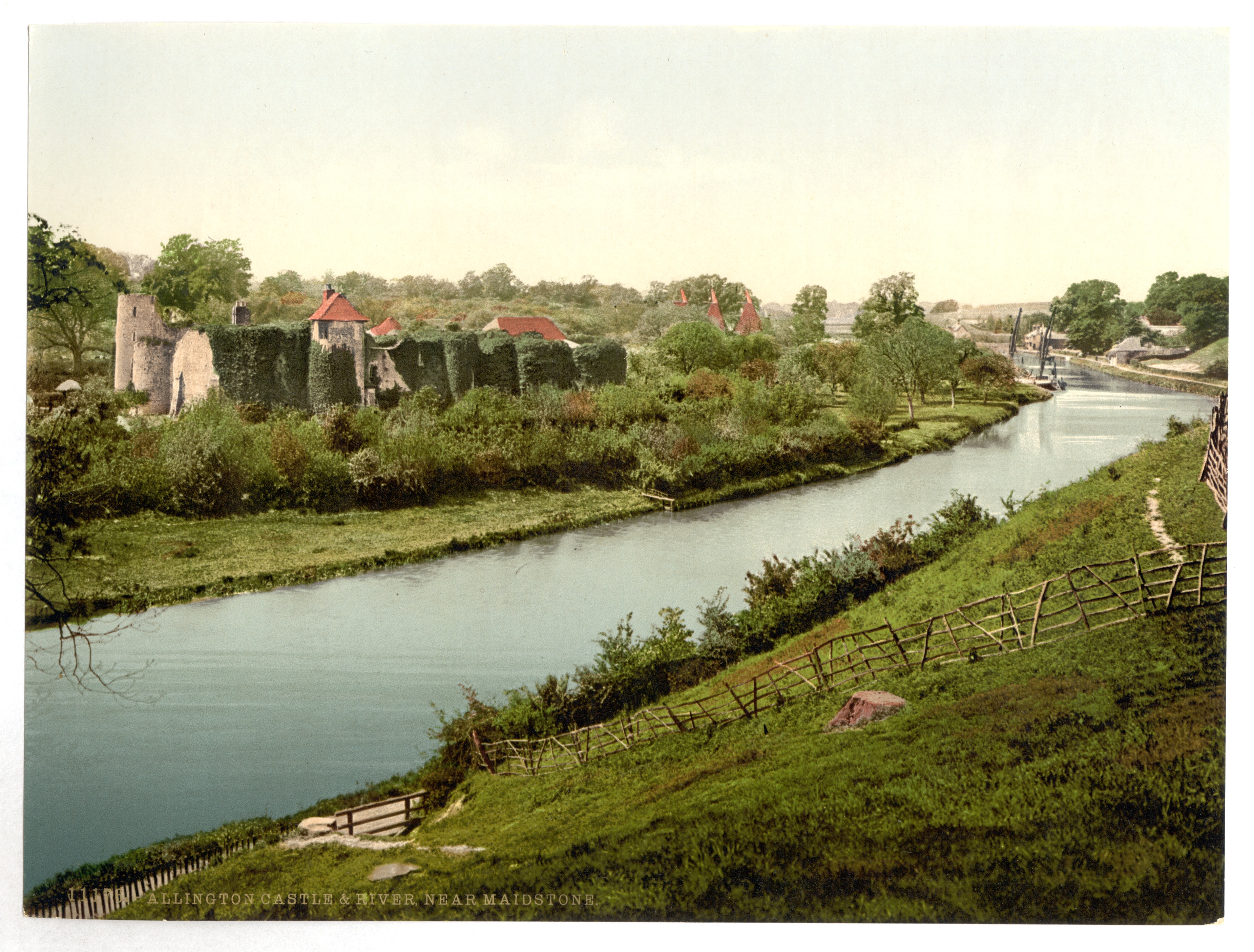
Veduta del castello di Allington nel Kent, prima della moderna ricostruzione.

La notizia che sir Peter Carew stava diffondendo il dissenso ad Exeter, nel Devon, dicendo pubblicamente che il re di Spagna avrebbe portato l'inquisizione spagnola in Inghilterra, raggiunse la corte nel gennaio del 1554. Carew tentò di cercare supporto anche nel resto del Devon, ma i nobili protestanti locali rifiutarono pensando di venire poi accusati di tradimento, mentre il grosso della popolazione e dei contadini locali erano cattolici e pertanto appoggiavano gli intenti del re di Spagna. Venne emanato un decreto di arresto per Carew, ma, avvisato, questi riuscì a fuggire attraversando il Canale della Manica e a portarsi in Normandia, per poi venire arrestato poco dopo.
Solo Wyatt riuscì a raccogliere delle forze sostanziali per la rivolta. Il 22 gennaio 1554 convocò un incontrò coi suoi compagni di avventura al castello di Allington ed il 25 gennaio fu il giorno fissato per l'inizio degli scontri.

## La rivolta
Il 26 gennaio Wyatt occupò Rochester e vi affisse dei proclami dove spiegava le proprie ragioni, raccogliendo il consenso di molta popolazione e della nobiltà locale. In un primo momento, i sostenitori della regina guidati da lord Abergavenny e da sir Robert Southwell, lo sceriffo locale, furono in grado di reprimere la rivolta con facilità, vincendo 500 rivoltosi presso la foresta di Hartley il 28 gennaio, mentre già il governo aveva proclamato Wyatt traditore. Il matrimonio tra la regina inglese ed il sovrano spagnolo, ad ogni modo, si era da tempo qualificato come impopolare e la regione del Kent, che era particolarmente incline alle predicazioni dei riformati, sembrava appoggiare i rivoltosi. Abergavenny e Southwell vennero abbandonati da molti dei loro uomini che si diedero alla macchia o andarono ad ingrossare le file di Wyatt, facendogli raggiungere le 3000 unità. L'ormai anziano duca di Norfolk venne inviato con la milizia londinese a fronteggiare gli uomini in rivolta, ma anche molti di questi si unirono alla causa di Wyatt che poté così contare su 4000 uomini nel suo esercito, costringendo il duca a tornare a Londra in tutta fretta.
Elisabetta, nel frattempo, era stata convocata a corte perché relazionasse di un suo possibile coinvolgimento coi vertici della rivolta, ma la regina Maria ed il suo consiglio nel contempo dovettero inviare una delegazione presso Wyatt per chiedergli i termini di una sua possibile resa. All'arrivo dei delegati della regina, Wyatt chiese la resa nelle sue mani della Torre di Londra e che gli fosse affidata la cura della sovrana. L'insolenza di queste pretese, quando divenne nota a Londra, fece schierare i londinesi con Maria I.
L'esercito di Wyatt raggiunse nel frattempo Southwark il 3 febbraio. I sostenitori della regina occuparono il London Bridge con le loro forze armate ed i ribelli furono in grado di penetrare sin dentro la città. Wyatt venne scalzato da Southwark dalle forze di sir John Brydges, dopo che lo stesso lord Chandos aveva minacciato di sparare sui rivoltosi con i cannoni della torre di Londra.

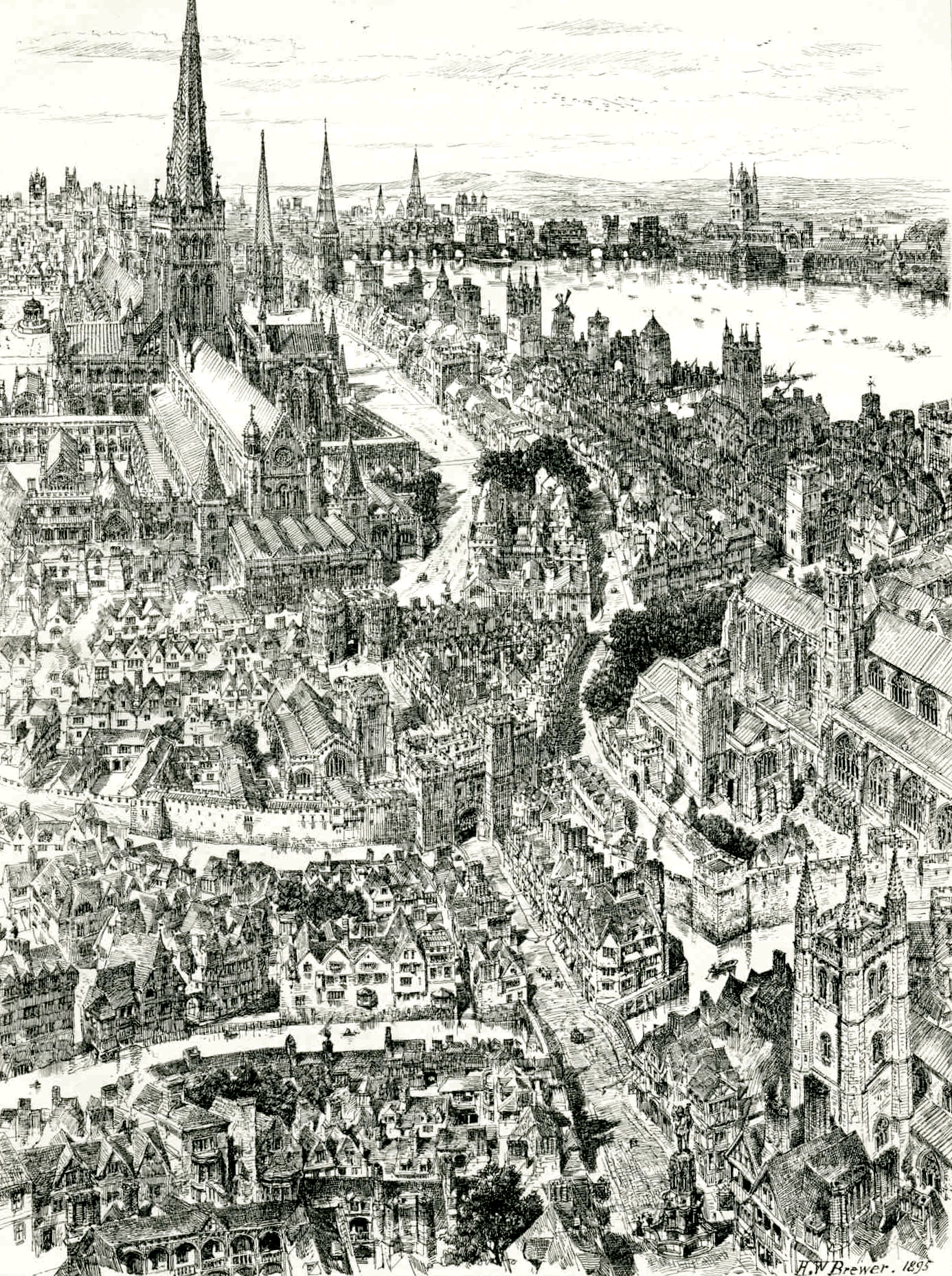
Il sito dell'ultima battaglia di Wyatt (ricostruzione artistica del 1895). Al centro Fleet Street con il Ludgate, in primo piano. A sinistra, appena oltre la porta cittadina, si trova la Cattedrale di Saint Paul; in alto a destra (oltre il fiume) si trova il quartiere di Southwark.

Rifiutandosi di arrendersi, i ribelli marciarono verso Kingston dove giunsero il 6 febbraio. I rivoltosi attraversarono il Tamigi al ponte di Kingston, ma la loro artiglieria rimase impantanata nelle aree paludose che circondavano il ponte. Dopo aver perso diverse ore nel vano tentativo di liberare i cannoni dal fango, nella notte tra il 6 e il 7 febbraio Wyatt marciò furtivamente lungo la riva sinistra del Tamigi fino alla periferia occidentale di Londra. All'alba del 7 febbraio, i ribelli furono in vista della cinta muraria della città di Londra che divenne il loro principale obbiettivo, e di fronte ad essa le truppe nemiche. Londra rimase scioccata nell'apprendere che Wyatt stava preparando un attacco aperto alla città, ma ancor più tra gli abitanti iniziò a diffondersi il panico tra i londinesi che potessero esservi dei tradimenti e pertanto vennero rinforzate le guardie alle porte cittadine.
Dopo una breve sosta a Knightsbridge, ad ogni modo, Wyatt prese la decisione di prendere d'assalto direttamente la città. Gli scontri all'altezza di Charing Cross, iniziarono nel pomeriggio del 7 febbraio nello spazio compreso tra il Knightsbridge e la locale porta nella città di Londra. Dopo una breve scaramuccia da cui le truppe governative risultarono in ritirata, Wyatt si aprì la strada verso il centro cittadino. Secondo alcuni storici, ad ogni modo, è possibile che Pembroke, comandante delle forze governative, si sia effettivamente e deliberatamente ritirato, permettendo ai ribelli di sfondare la porta, contando su un successivo accerchiamento. Si sa solo per certo che Wyatt, muovendosi lungo Strand e Fleet Streets, quasi senza incontrare opposizione, raggiunse Ludgate Gate e la trovò chiusa e difesa dalle truppe di William Howard.
Probabilmente Wyatt a questo punto sperava di riuscire a far presa sulle masse, ma la milizia di Londra rimase fedele alla regina. Wyatt non osò a questo punto prendere d'assalto la porta della città e, verso le cinque di sera il suo esercito, inseguito dalle truppe governative, si ritirò a ovest verso l'avamposto di Temple Bar dove lo stesso Wyatt si arrese ai suoi nemici: era il 7 febbraio. Nell'intera giornata, entrambe le parti persero una quarantina di soldati sul campo e in 18 giorni totali di rivolta si contarono tra le 60 e le 70 persone morte per parte.

## Conseguenze
Wyatt si arrese di fronte alle preponderanti forze dei suoi nemici, venne processato e condannato a morte assieme ad altri 90 ribelli, molti dei quali vennero in seguito impiccati, sventrati e squartati, pena prevista per i traditori che attentavano alla vita della sovrana e alla sicurezza dello stato. Da subito però le indagini iniziarono ad allargarsi e si diffusero a macchia d'olio, coinvolgendo un gran numero di persone che vennero sistematicamente arrestate. Le carceri londinesi si sovraffollarono al punto che si dovette ricorrere alle chiese per imprigionare i ribelli. Questo fatto fece riflettere Maria I la quale in un primo momento aveva declassato la rivolta come una semplice sommossa organizzata da pochi esaltati; seguendo il consiglio che gli pervenne via lettera dall'imperatore Carlo V, ad ogni modo, si risolse a punire duramente solo i principali organizzatori della lotta e a liberare o graziare coloro che avevano preso parte agli scontri, soprattutto cittadini e contadini, anche per non fomentare l'idea che per colpa di questa rivolta la sicurezza della Corona inglese fosse in crisi.
Lo stesso Wyatt, dopo essere stato pesantemente torturato nella speranza di estorcergli il coinvolgimento della principessa Elisabetta nel piano, venne decapitato a Tower Hill ed il suo corpo venne successivamente squartato. Il boia riuscì a decapitare Wyatt con un colpo, dopodiché il corpo del giustiziato venne trascinato per le strade di Londra e la testa mozzata venne invece affissa su un palo a Tyburn, scomparendo però alcuni giorni dopo nel nulla, forse recuperata da alcuni suoi segreti sostenitori.

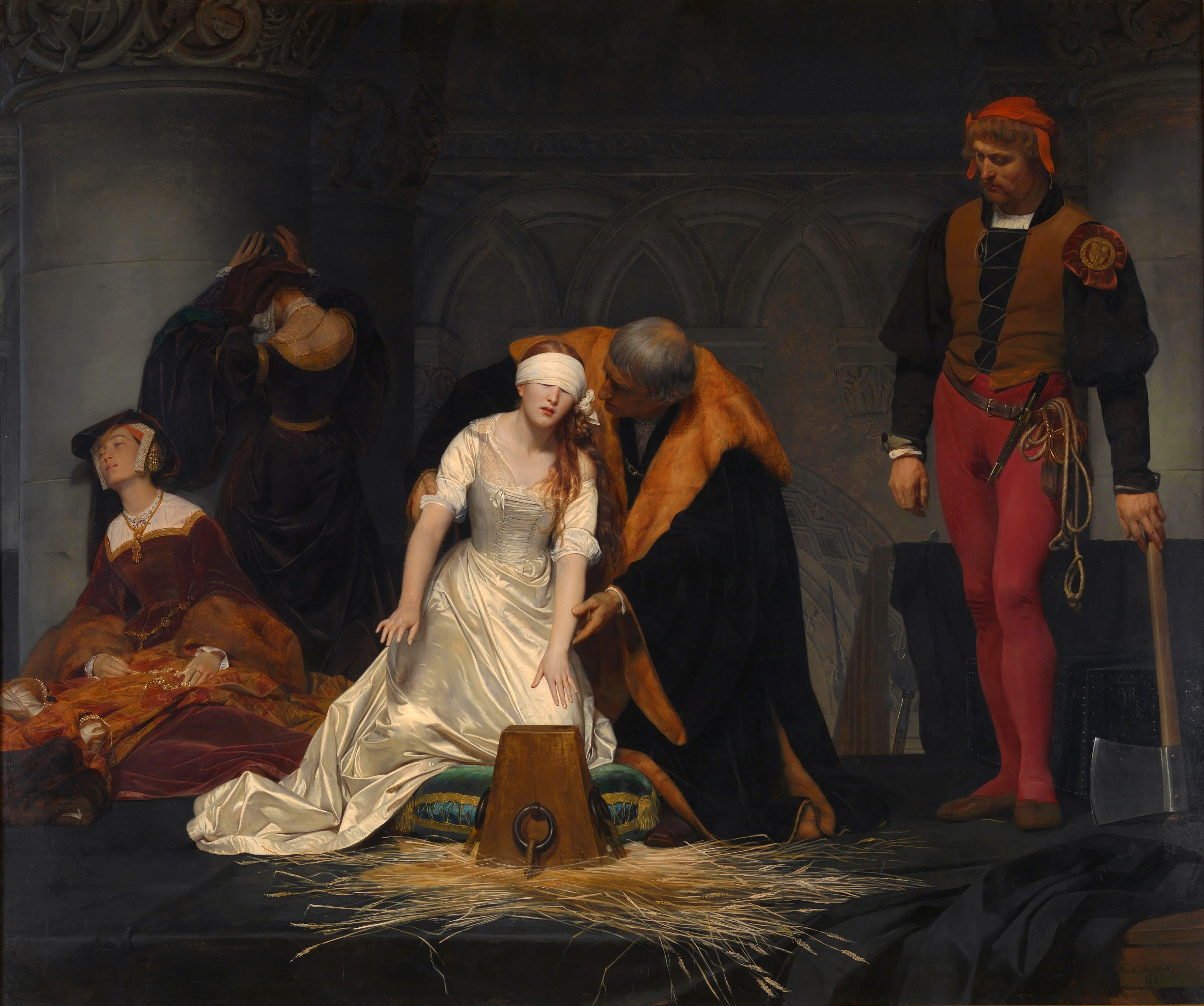
L'esecuzione di Lady Jane Grey, dipinto di Paul Delaroche, 1833, National Gallery.

Courtenay venne esiliato e morì successivamente a Padova, in Italia. Lord Thomas Grey e William Thomas vennero entrambi giustiziati. Throckmorton venne riconosciuto innocente e rilasciato dietro pagamento di una cauzione di 2000 sterline. Sir Nicholas Arnold non venne mai portato a processo, ma venne graziato dalla sovrana. Degli altri rivoltosi, sir Peter Carew venne in un primo tempo incarcerato ma poi venne liberato; sir James Croft venne processato e riconosciuto colpevole, ma successivamente graziato; William St Loe riuscì anch'egli ad evitare la pena capitale.
La rivolta ebbe l'effetto collaterale di portare all'esecuzione di lady Jane Grey la quale, pur essendo già stata condannata, aveva visto sospendere la propria esecuzione proprio per il coinvolgimento della sua famiglia nella rivolta. Quando suo padre e suo fratello scelsero di unirsi apertamente ai ribelli, il fato di lady Jane Grey poté dirsi segnato.
Elisabetta venne interrogata in maniera approfondita e fu sul punto di essere portata sul patibolo, ma venne risparmiata dalle sue risposte evasive ed intelligenti, nelle quali asserì di non essere a conoscenza dei preparativi della rivolta. Nulla poté essere provato, ma gli studiosi moderni sono concordi nel ritenere che in qualche misura la giovane principessa fosse stata coinvolta nei preparativi. Elisabetta venne ad ogni modo imprigionata come misura cautelare.
La rivolta si rivelò disastrosa per la famiglia Wyatt che perse i propri titoli e le proprie terre, inclusa la residenza di famiglia, il castello di Allington. Ad ogni modo, quando Elisabetta, protestante e imparentata alla lontana con la famiglia Wyatt, ascense al trono nel 1558, restaurò alla casata i loro titoli e le loro terre.

## Il significato della rivolta
Gli storici moderni ritengono che nel gennaio del 1554, Wyatt fosse molto vicino a prendere possesso della Corona inglese di quanto non si potesse pensare all'epoca. In realtà secondo le riflessioni degli storici Fletcher e McCulloch, il vero significato della ribellione di Wyatt non stava nelle sue aspirazioni, bensì nella sua sconfitta. Prima della ribellione di Wyatt, infatti, la nobiltà riconosceva la ribellione come un mezzo estremo, ma ancora accettabile, per risolvere le crisi politiche. Il destino amaro della rivolta convinse la classe dirigente britannica che il tempo delle rivolte era ormai finito e pertanto i nobili si concentrarono sul parlamento come un mezzo per opporsi alla volontà del sovrano e non a caso proprio poco dopo partì dal parlamento l'opposizione all'incoronazione di Filippo di Spagna come re d'Inghilterra e sempre i parlamentari assicurarono poi ad Elisabetta la legittimità della sua successione.
Secondo lo storico Lods, la sconfitta di Wyatt unì la nobiltà protestante ancora più strettamente attorno ad Elisabetta. John Harrington, tesoriere all'epoca della rivolta, disse a riguardo della rivolta: "Un ammutinamento non può finire in fortuna, altrimenti il suo nome sarebbe diverso". Sempre memore di questa rivolta, la stessa Elisabetta I una volta ascesa al trono cercherà di riconciliarsi con tutta la nobiltà, anche quella che l'aveva osteggiata, preferendo condurre guerre esterne e conquiste coloniali che spostassero l'attenzione dei conflitti al di fuori dell'Inghilterra.